# Vat Simuong

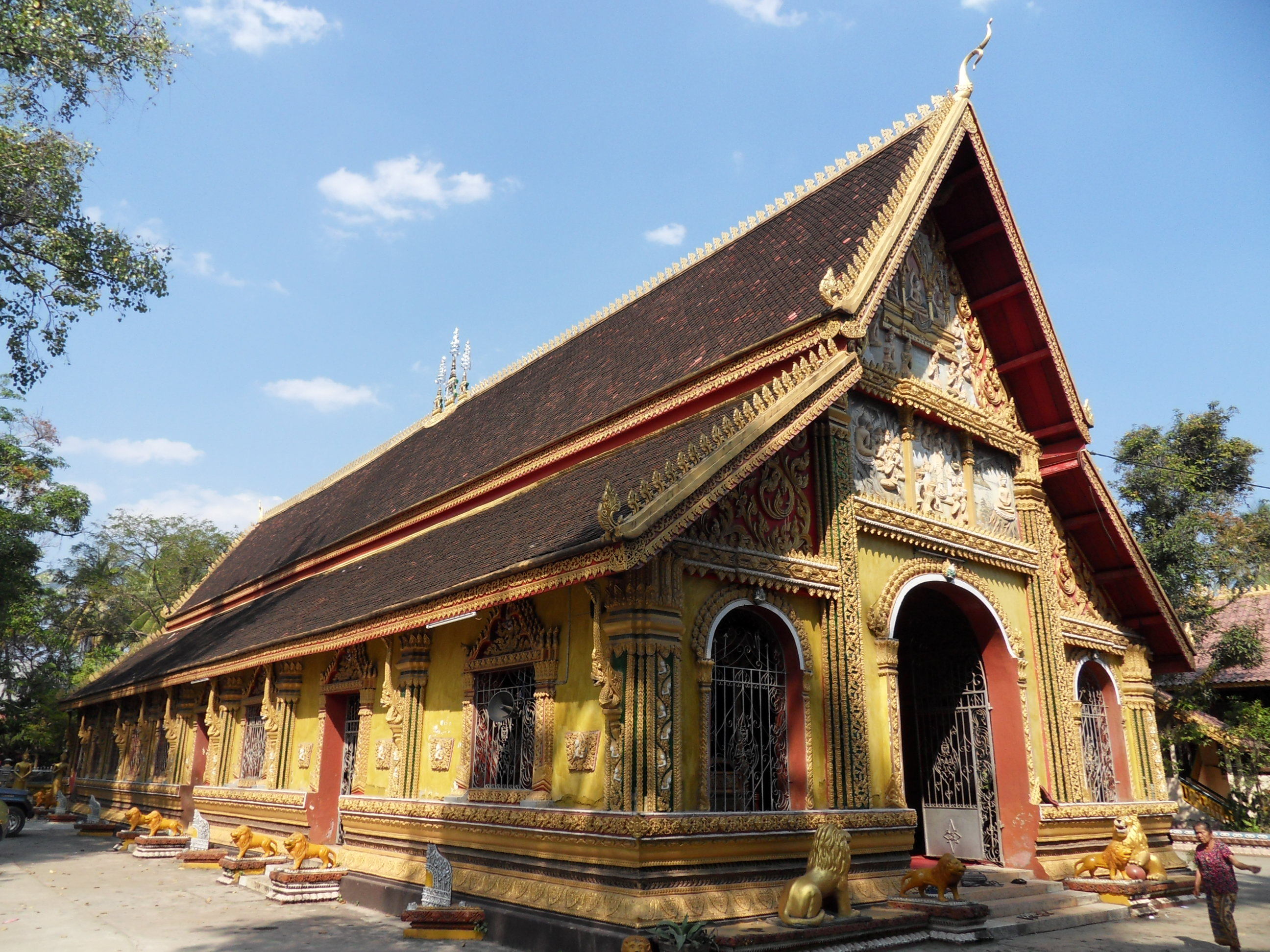
Bâtiment principal du Vat Simuong

Le Vat Simuong est le plus vénéré des sanctuaires bouddhistes de Vientiane (Laos), à l'exception du That Luang. Situé aujourd'hui en centre-ville, entre l'avenue Setthathirath et l'avenue Sam Sène Thaï, il marque l'emplacement de la porte Sud-Est de la ville.

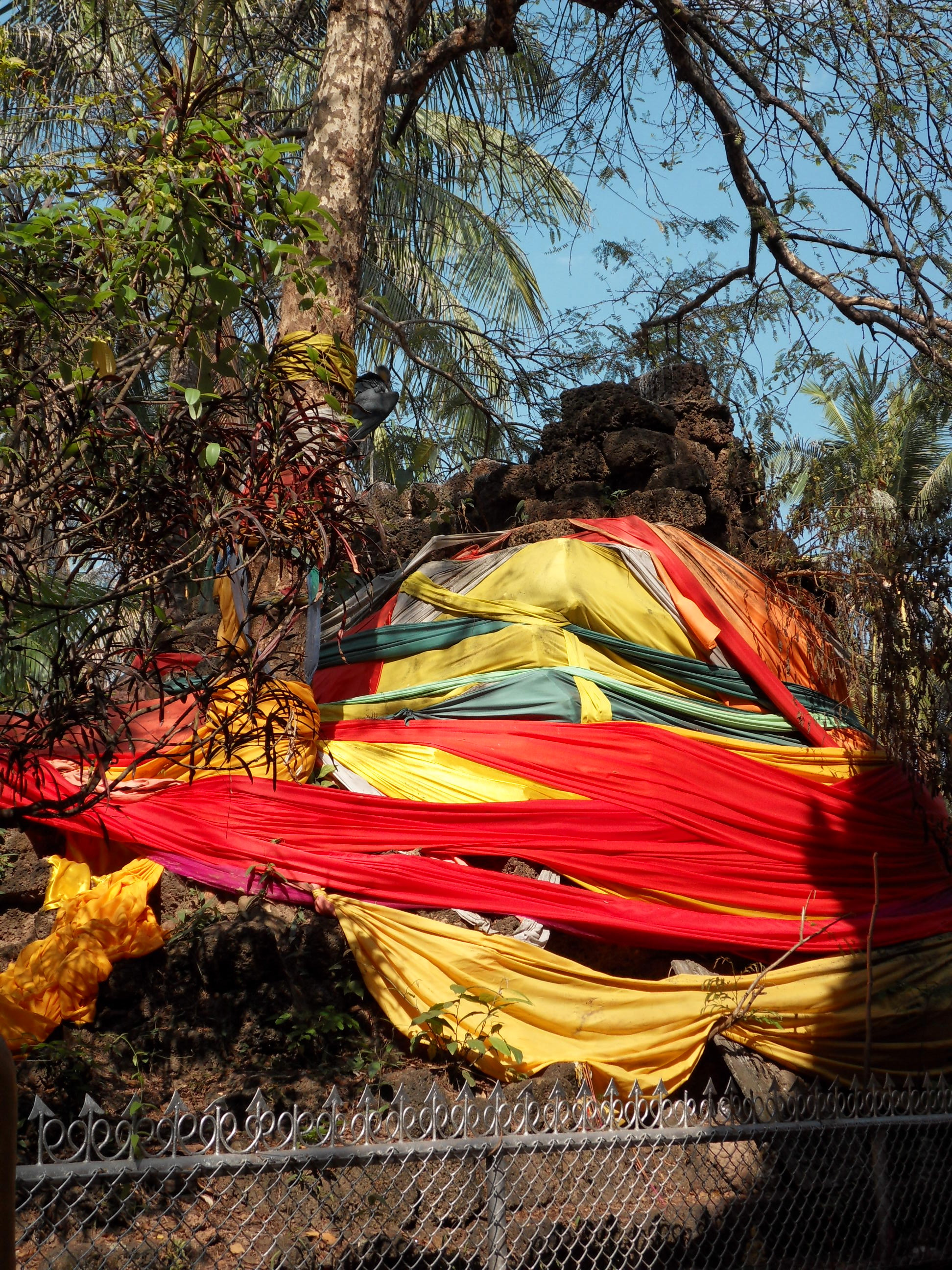
La ruine située derrière le Vat Simuong est la seule structure en latérite encore présente à Vientiane

Une légende conserve le souvenir du sacrifice rituel ayant permis la fondation de cette porte : au moment de la cérémonie, une veuve, dame Si Muong, aurait été entraînée par un cheval et précipitée dans un puits qui se trouvait sur place. L'emplacement est en tous cas un des plus anciens de Vientiane : à proximité immédiate, dans le quartier de Phia Vat, ont été découverts plusieurs dizaines de piliers de fondation remontant à 1540 (soit 20 ans avant la fondation officielle de la ville).
Le bâtiment lui-même n'est pas très ancien, le Vat Simuong ayant fait partie des monuments détruits par les Thaïs en 1828, mais il abrite un lât d'environ 2 m, entièrement couvert d'or, qui est sans doute une borne d'origine khmère, et derrière se trouve une structure peu identifiable en latérite, également très ancienne (restes d'un stûpa ou d'un petit temple khmer ?).
Au sud du Vat Simuong, à l'extérieur de son enceinte, se trouve une statue monumentale du roi Sisavang Vong (1885-1959).

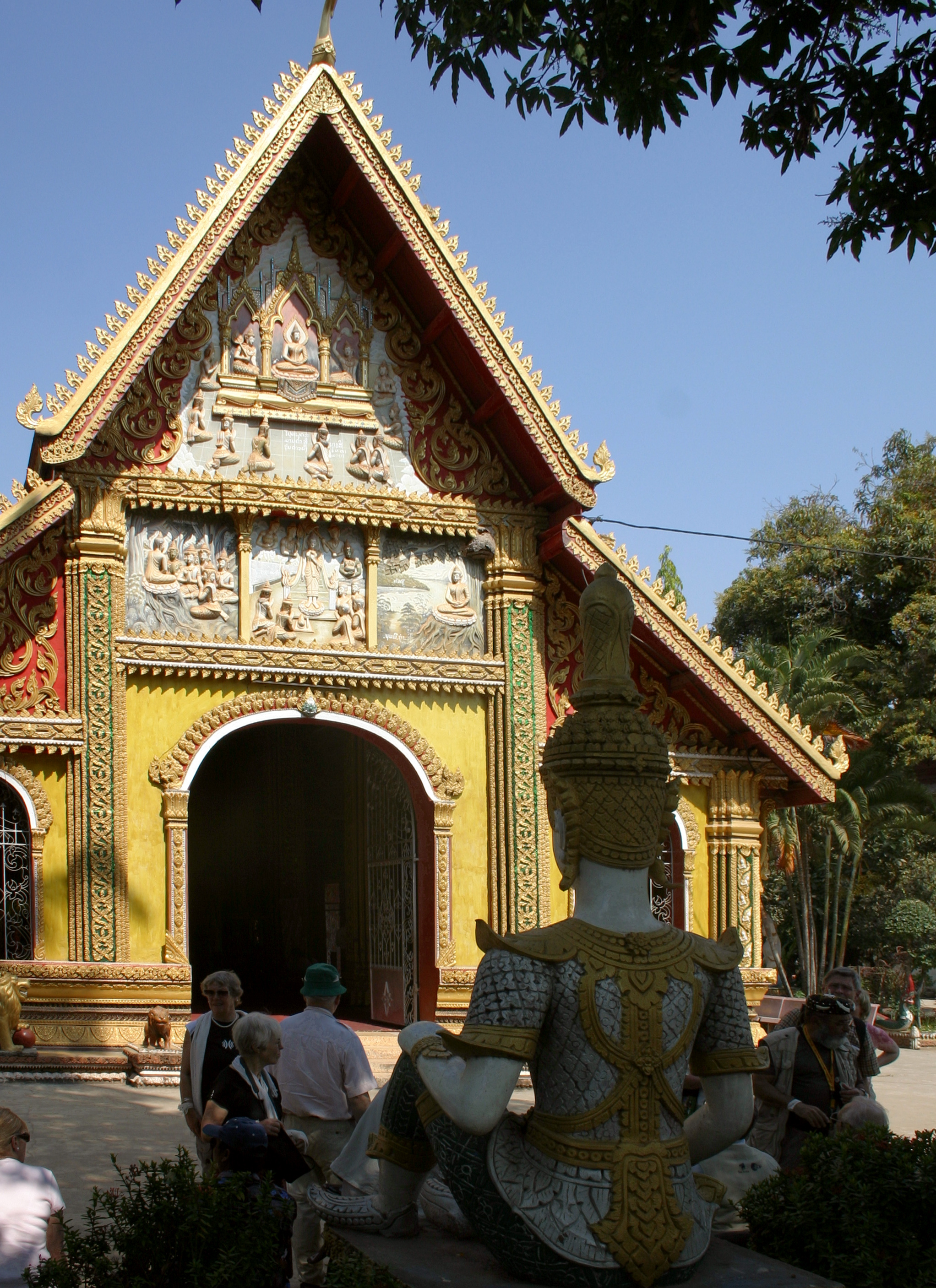
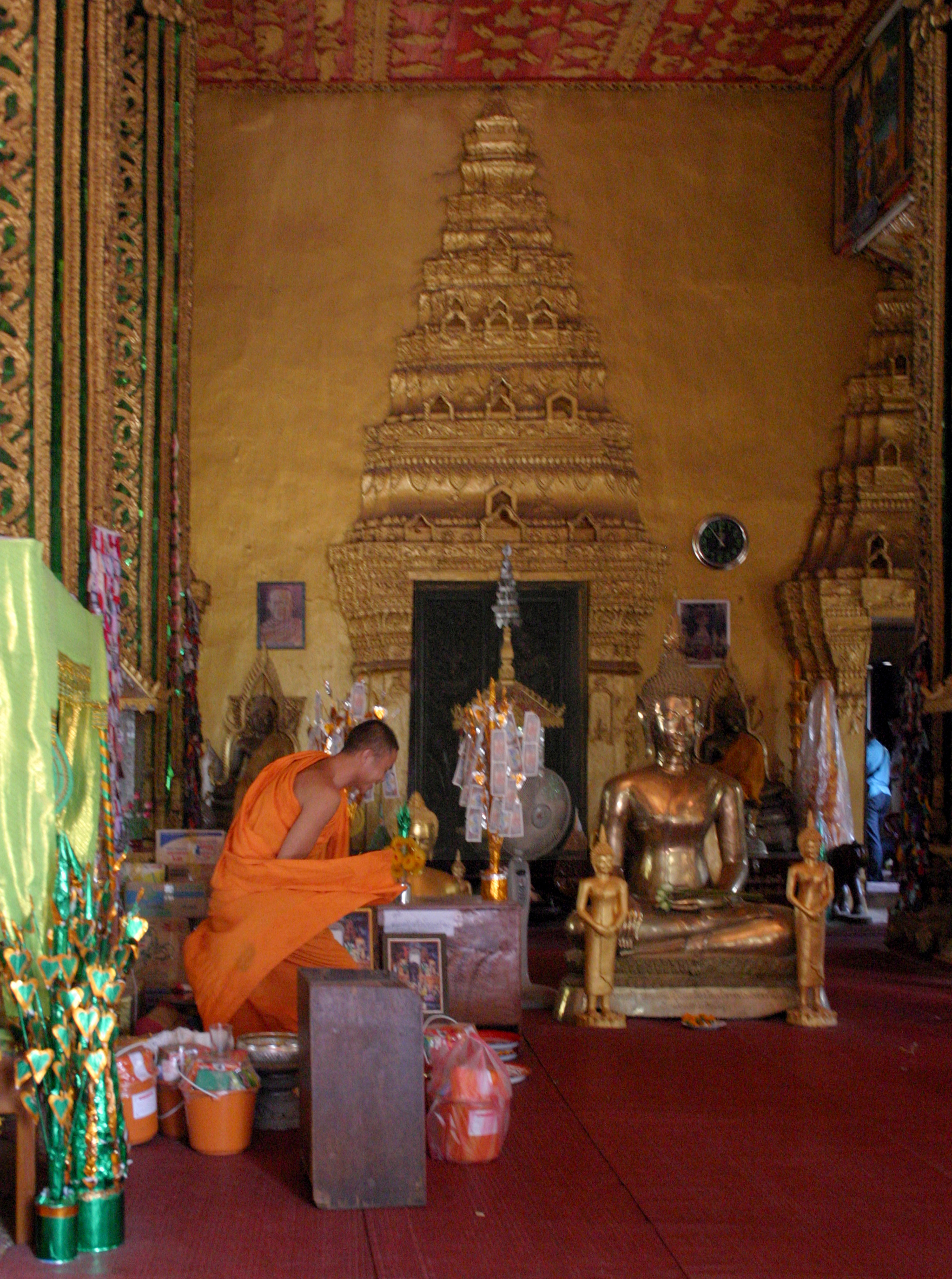
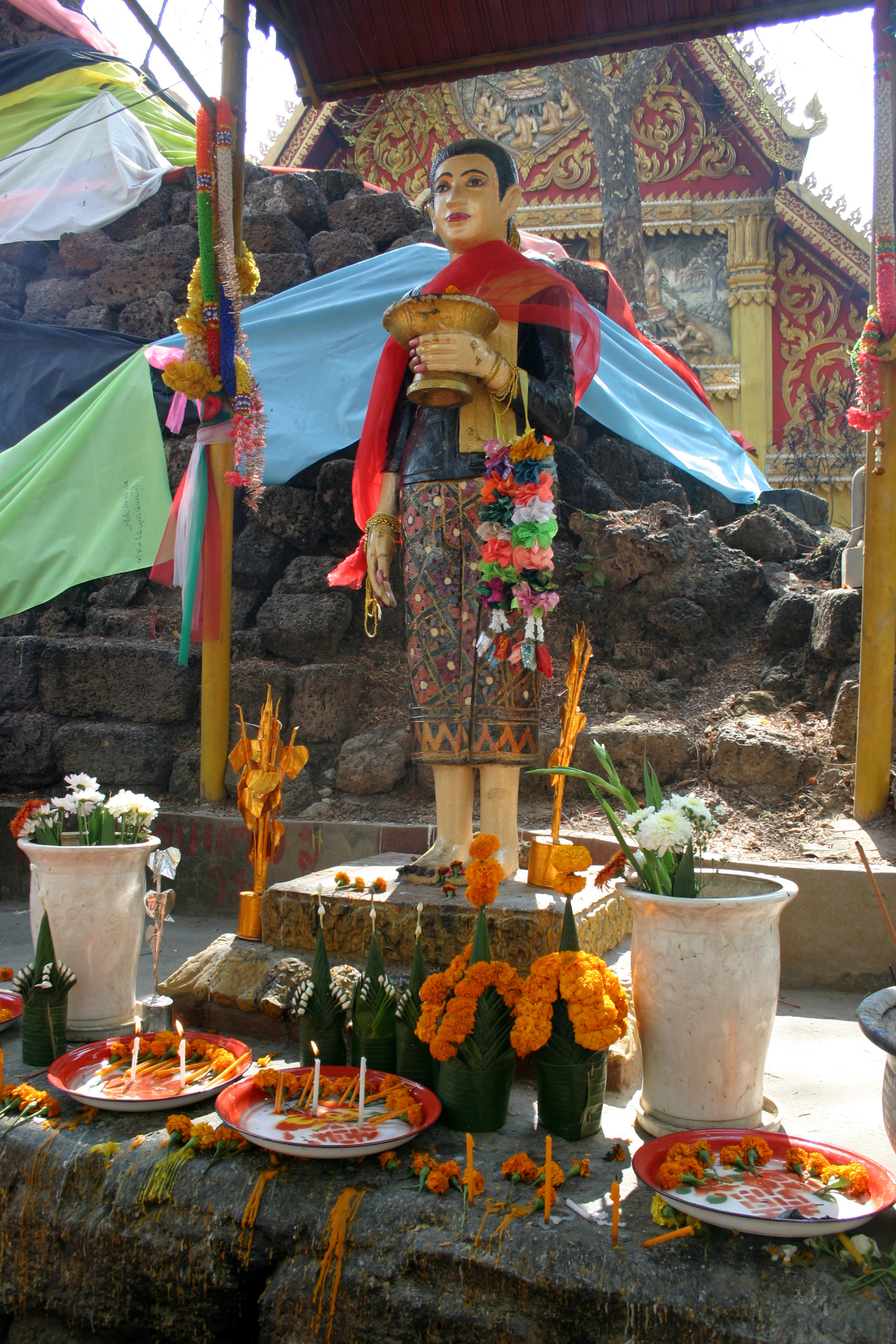
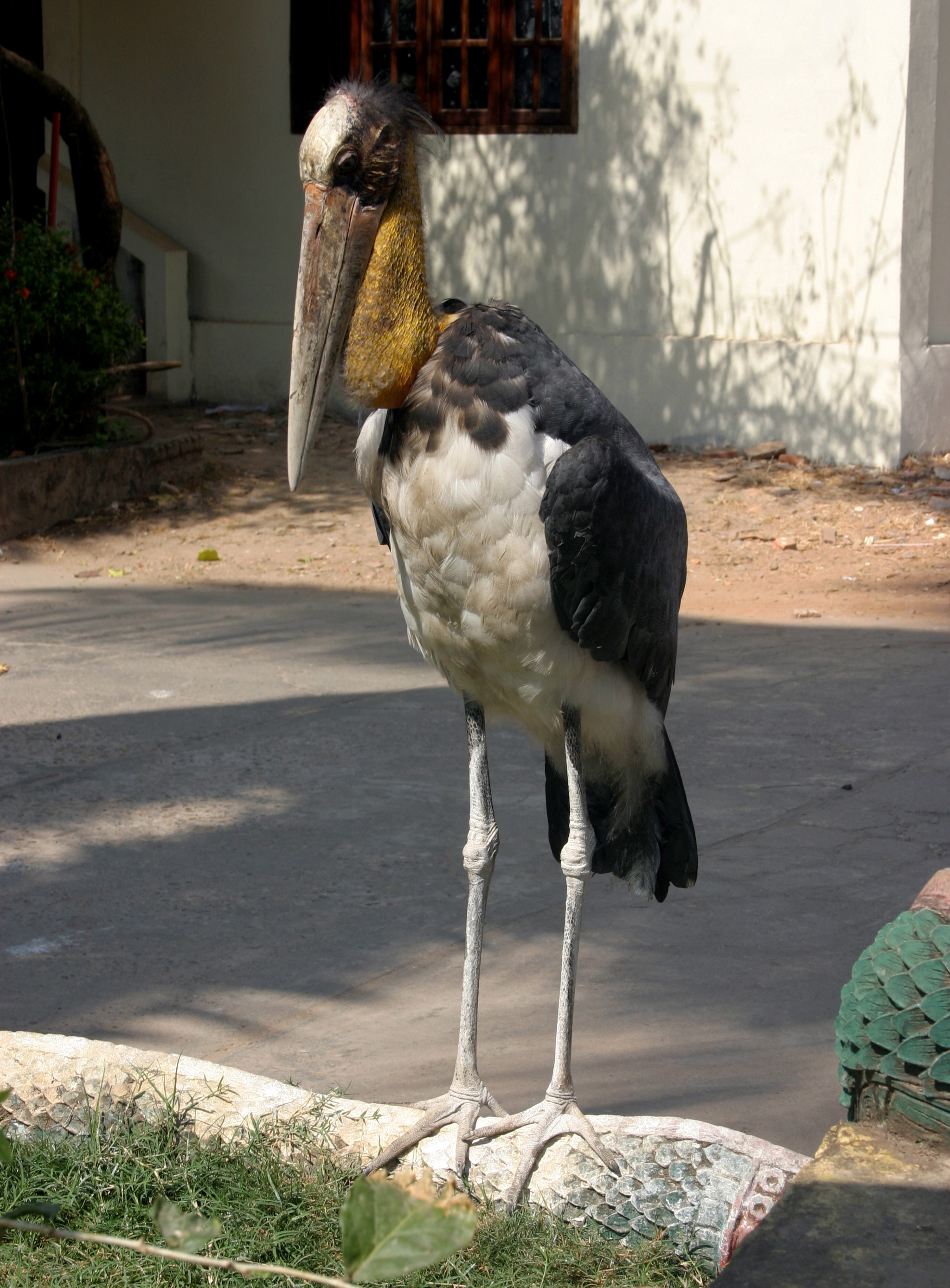
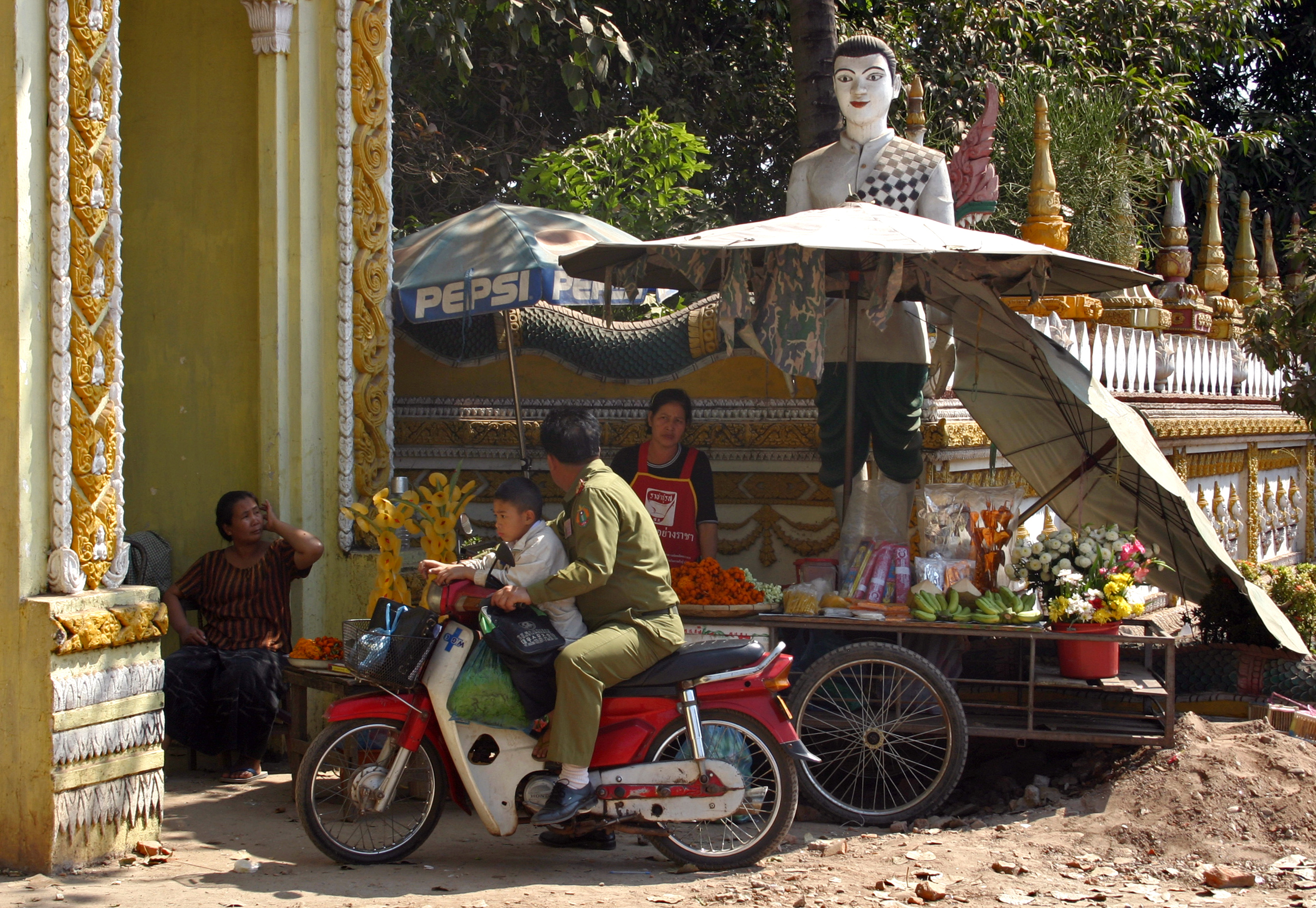
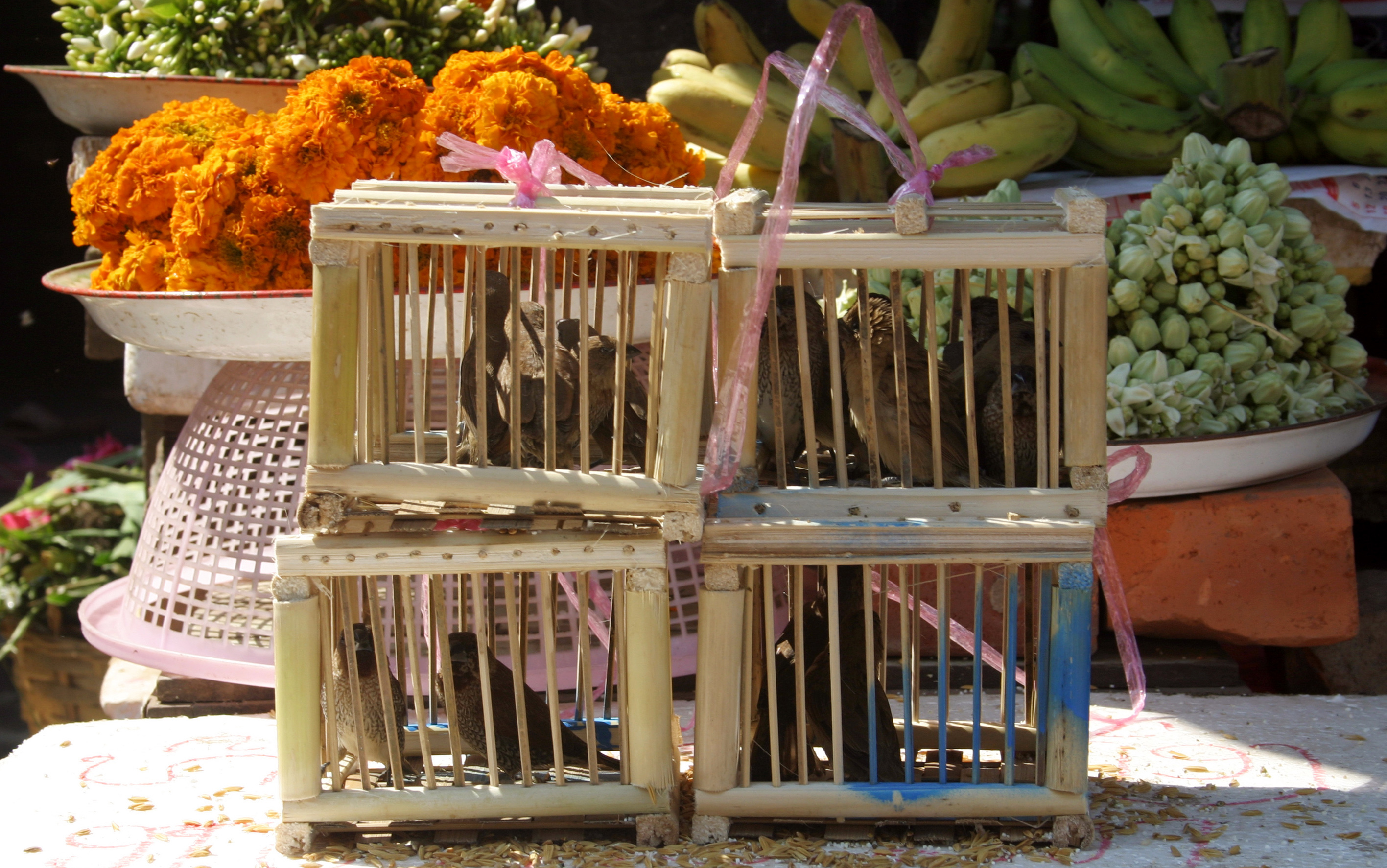